# Nathaniel Philbrick

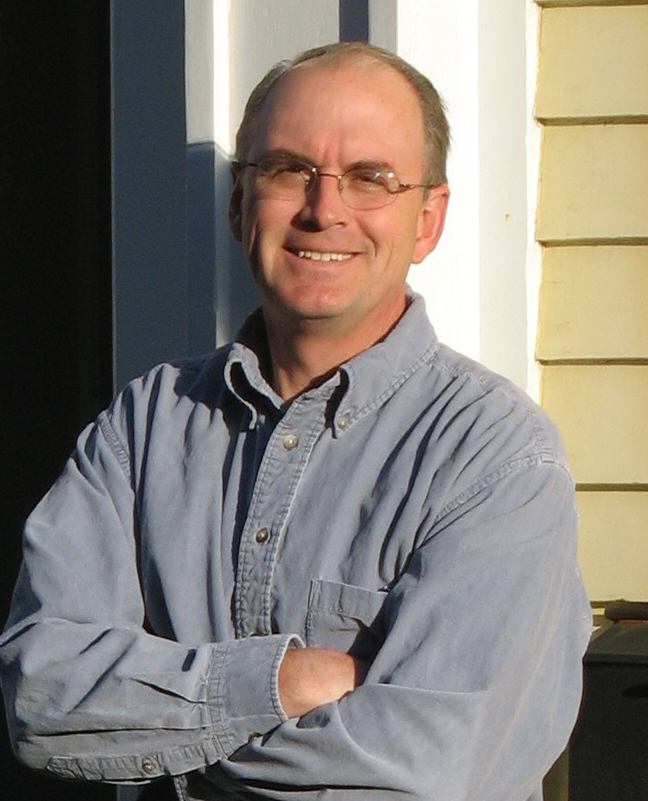
Nathaniel Philbrick

Nathaniel Philbrick (* 11. Juni 1956 in Boston, Massachusetts, USA) ist ein US-amerikanischer Historiker und Autor.

## Leben
Philbrick besuchte die Highschool in Pittsburgh in Pennsylvania. Anschließend schloss er das Fach englische Sprache an der Brown University in Providence, Rhode Island ab. An der Duke University belegte er das Fach Amerikanische Literatur mit dem Abschluss Master of Arts (MA).
Danach arbeitete Philbrick vier Jahre lang für die Fachzeitschrift Sailing World und anschließend als freier Mitarbeiter. In diesen Jahren schrieb er und gab einige Bücher über Segeln heraus, außerdem kümmerte er sich um seine zwei Kinder. 1986 zog die Familie auf die Insel Nantucket vor der Küste von Massachusetts, wo sie heute noch lebt.
Seit 1984 hat Philbrick mehr als ein Dutzend Bücher geschrieben, deren Inhalte sich hauptsächlich auf die Geschichte der Vereinigten Staaten, die Seefahrt und die Lokalgeschichte von Nantucket beziehen. Einige seiner Veröffentlichungen wurden preisgekrönt. Sein Buch über das US-amerikanische Walfangschiff Essex wurde 2015 verfilmt. Der Filmtitel ist sowohl in der englischen als auch deutschen Fassung der gleiche wie der von dem zugrundeliegende Buch.

## Preise und Auszeichnungen
- 2000: National Book Award, Kategorie Nonfiction für In the Heart of the Sea: The Tragedy of the Whaleship Essex.
- 2007: Finalist des Pulitzer-Preis/Geschichte für Mayflower: A Story of Courage, Community, and War.
- 2017: George Washington Book Prize für Valiant Ambition: George Washington, Benedict Arnold, and the Fate of the American Revolution.

## Veröffentlichungen
- Yaahting, A Parody, 1984.
- The Passionate Sailor. Contemporary Press, 1987.
- Abram’s Eyes: The Native American Legacy of Nantucket Island. Mill Hill Press, 1998.
- In the Heart of the Sea: The Tragedy of the Whaleship Essex. Penguin, New York City 2000, ISBN 0-14-100182-8.
  - deutsch von Andrea Kann und Klaus Fritz: Im Herzen der See: Die letzte Fahrt des Walfängers Essex. Blessing, München 2000, ISBN 3-89667-093-X.
- Revenge of the Whale: The True Story of the Whaleship Essex, Jugendbuch. Putnam Juvenile, 2002.
- Sea of Glory: America’s Voyage of Discovery. The U.S. Exploring Expedition, 1838–1842. Viking, New York City, USA 2003, ISBN 0-670-03231-X.
  - deutsch von Enrico Heinemann und Andrea Kann: Dämonen der See: Die dramatische Expedition zur Erschließung des Pazifiks und der Antarktis (1838–1842). Blessing, München 2004, ISBN 3-89667-182-0.
- Mayflower: A Story of Courage, Community, and War. Viking, New York City, USA 2006, ISBN 0-670-03760-5.
  - deutsch von Norbert Juraschitz: Mayflower: Aufbruch in die Neue Welt. Blessing, München 2006, ISBN 978-3-89667-229-2.
- The Mayflower and the Pilgrims’ New World: The Story of Plymouth Colony for Young Readers. Putnam Juvenile, 2008.
- The Last Stand: Custer, Sitting Bull, and the Battle of the Little Bighorn. Viking, New York City 2010, ISBN 978-0-670-02172-7.
- Away off Shore: Nantucket Island and its People, 1602-1890. Penguin Books, New York, (1993) neuaufgelegt 2011. ISBN 978-0-14-312012-4.
- Bunker Hill: A City, A Siege, A Revolution. Viking, New York City 2013, ISBN 978-0-670-02544-2.[1]
- Valiant Ambition: George Washington, Benedict Arnold, and the Fate of the American Revolution. Viking, 2016, ISBN 978-0525426783.
- In the Hurricane's Eye: The Genius of George Washington and the Victory at Yorktown, Viking Press, New York, 2018. ISBN 978-0-525-42676-9.
- Travels with George: In Search of Washington and His Legacy, New York: Viking, 2021. ISBN 978-0-525-56217-7.

## Verfilmung
- 2015: Im Herzen der See, mit Chris Hemsworth in der Rolle des Steuermanns Owen Chase.